# Unterseeboot U-81 (1916)
Pour les autres navires du même nom, voir Unterseeboot 81.
L'Unterseeboot U-81 était l’un des 329 sous-marins servant dans la marine impériale allemande pendant la Première Guerre mondiale. L'U-81 a participé à la guerre navale et a pris part à la première bataille de l'Atlantique.
L'U-81 possédait un canon de 10,5 cm avec 140 à 240 obus. Le 8 février 1917, il torpille le SS Mantola à 143 milles marins (265 km) au large de Fastnet Rock, ce qui force l’équipage et les passagers à l’abandonner. Il a ensuite bombardé le navire à la dérive jusqu’à ce qu’il soit chassé par le sloop de classe Acacia HMS Laburnum. Le Mantola a coulé le lendemain,. Le sous-marin HMS E54 a coulé l'U-81 avec une torpille le 1er mai 1917 à l’ouest de l’Irlande ; 31 membres d’équipage de l'U-81 ont été tués, sept ont survécu.

## Conception
Les sous-marins de type U 81 ont été précédés par les sous-marins de type UE I, plus courts. L'U-81 avait un déplacement de 808 tonnes à la surface et de 946 tonnes en immersion. Le navire avait une longueur hors tout de 70,06 m, et 55,55 m pour la coque sous pression, un maître-bau de 6,30 m, une hauteur de 8 m et un tirant d'eau de 4,02 m. Le sous-marin était propulsé par deux moteurs de 2400 ch (1800 kW) en surface et deux moteurs de 1200 ch (880 kW) en immersion. Il avait deux arbres d'hélice. Il était capable d’opérer à des profondeurs allant jusqu’à 50 mètres.
Le sous-marin avait une vitesse maximale de 16,8 nœuds (31,1 km/h) en surface et de 9,1 nœuds (16,9 km/h) en immersion. Il pouvait parcourir 11220 milles marins (20780 km) à 8 nœuds (15 km/h) en surface, et 56 milles marins (104 km) à 5 nœuds (9,3 km/h) en immersion. L'U-81 était armé de quatre tubes lance-torpilles de 50 centimètres, un à bâbord et un à tribord à chaque extrémité, de douze à seize torpilles et d’un canon de pont de 10,5 cm SK L/45. Il avait un équipage de trente-cinq hommes : trente et un matelots et quatre officiers.

## Affectations
- Flottille IV : du 18 octobre 1916 au 1er mai 1917

## Commandants
- Kapitänleutnant Raimund Weisbach[5] : du 22 août 1916 au 1er mai 1917

## Navires coulés
| Date              | Nom               | Nationalité | Tonnage | Destin.   |
| ----------------- | ----------------- | ----------- | ------- | --------- |
| 1er décembre 1916 | Douglas           | Suède       | 1177    | Coulé     |
| 19 décembre 1916  | Nystrand          | Norvège     | 1397    | Coulé     |
| 2 février 1917    | Songdal           | Norvège     | 2090    | Coulé     |
| 3 février 1917    | Port Adelaide     | Royaume-Uni | 8181    | Coulé     |
| 4 février 1917    | Maria             | Italie      | 992     | Coulé     |
| 5 février 1917    | Wartenfels        | Royaume-Uni | 4511    | Coulé     |
| 7 février 1917    | Gravina           | Royaume-Uni | 1242    | Coulé     |
| 8 février 1917    | SS Mantola        | Royaume-Uni | 8253    | Coulé     |
| 10 février 1917   | Netherlee         | Royaume-Uni | 4227    | Coulé     |
| 12 février 1917   | Hugo Hamilton     | Suède       | 2577    | Coulé     |
| 10 mars 1917      | Algol             | Norvège     | 988     | Coulé     |
| 10 mars 1917      | Skreien           | Norvège     | 415     | Coulé     |
| 13 mars 1917      | Coronda           | Royaume-Uni | 2733    | Coulé     |
| 14 mars 1917      | Paignton          | Royaume-Uni | 2017    | Coulé     |
| 18 mars 1917      | Pola              | Royaume-Uni | 3061    | Coulé     |
| 18 mars 1917      | Trevose           | Royaume-Uni | 3112    | Coulé     |
| 19 mars 1917      | Alnwick Castle    | Royaume-Uni | 5900    | Coulé     |
| 19 mars 1917      | Frinton           | Royaume-Uni | 4194    | Coulé     |
| 22 mars 1917      | Attika            | Norvège     | 2306    | Coulé     |
| 25 mars 1917      | C. Sundt          | Norvège     | 1105    | Coulé     |
| 25 mars 1917      | Garant            | Norvège     | 735     | Coulé     |
| 25 mars 1917      | Laly              | Norvège     | 1880    | Coulé     |
| 24 avril 1917     | Amulree           | Royaume-Uni | 1145    | Coulé     |
| 25 avril 1917     | Glenesk           | Norvège     | 1369    | Coulé     |
| 25 avril 1917     | Heathfield        | Royaume-Uni | 1643    | Coulé     |
| 25 avril 1917     | Invermay          | Royaume-Uni | 1471    | Coulé     |
| 27 avril 1917     | Uranus            | Italie      | 3978    | Coulé     |
| 28 avril 1917     | Jose De Larrinaga | Royaume-Uni | 5017    | Coulé     |
| 28 avril 1917     | Terence           | Royaume-Uni | 4309    | Coulé     |
| 30 avril 1917     | Elisabeth         | Danemark    | 217     | Endommagé |
| 1er mai 1917      | Dorie             | Royaume-Uni | 3264    | Damaged   |
| 1er mai 1917      | San Urbano        | Royaume-Uni | 6458    | Coulé     |